# Organización Primero de Marzo
La Organización Primero de Marzo (OPM), llamada Organización Político Militar por el gobierno dictatorial de Stroessner, fue un movimiento clandestino creado en Paraguay a mediados de la década del setenta contra la dictadura del general Alfredo Stroessner. Fue el intento más serio de crear una resistencia armada en la segunda mitad del gobierno de Stroessner. Aunque su existencia fue descubierta antes de que estuviera en condiciones de realizar algún operativo de envergadura, la represión que siguió a la captura de sus principales jefes fue de una enorme magnitud y se extendió durante muchos meses a distintas regiones del país afectando a colectivos sociales y políticos que no tenían relación con la OPM.

## Contexto histórico
Gobernando el país desde 1954 el general Alfredo Stroessner ya había sorteado con éxito los intentos de derribarlo que habían sido propiciados por sus propios correligionarios primero y los grupos opositores después. En los años setenta el país vivía un auge económico que se traducía en un crecimiento económico creciente que sería potenciado por la construcción de la represa hidroeléctrica de Itaipú y el aumento de la exportación de soja y algodón. 
La actividad opositora estaba asfixiada por la represión, las leyes que la justificaban y la cooptación de gremios empresariales, sindicales y estudiantiles. Ninguna fuerza política de oposición tenía la fuerza suficiente para poner en riesgo la hegemonía de lo que el régimen denominaba “unidad granítica” entre gobierno, Fuerzas Armadas y Partido Colorado (ANR). Eran años en los que todos los países de la región tenían gobiernos militares de derecha que compartían la ideología de la doctrina de Seguridad Nacional formulada en los Estados Unidos al influjo de la “guerra fría”. 

## Su creación
Juan Carlos Da Costa, quien había activado en movimientos estudiantiles y colaborados con revistas literarias de Asunción, fue el principal líder y creador de la idea original de formar un movimiento clandestino revolucionario. Un grupo de estudiantes y jóvenes provenientes de la burguesía urbana lo acompaña en las reuniones iniciales. Completamente descreídos de las posibilidades de la oposición tradicional, veían como único camino el de establecer en el Paraguay una estructura organizativa mínima que cree las condiciones de una organización no visible para la represión.
Da Costa se movía entre Santiago y la ciudad argentina de Corrientes, mientras intensificaba sus contactos con los Montoneros. La ciudad argentina de Corrientes le interesaba particularmente. Más de mil estudiantes paraguayos poblaban las facultades de la Universidad del Nordeste, atraídos por la favorable diferencia cambiaria. Da Costa inició contactos con algunos de los líderes estudiantiles, ganando adeptos a la idea de volver al Paraguay y organizarse clandestinamente.
En Asunción el crecimiento de la organización se dio fundamentalmente en el ámbito universitario, a través de dirigentes del llamado Movimiento Independiente que, de a poco, se fue convirtiendo en una cantera de cuadros para la futura OPM. Muchos de esos estudiantes se incorporarían a la estructura orgánica de la misma. La OPM, a partir de ese grupo inicial, creó la Agrupación Estudiantil, una organización clandestina de universitarios y secundarios, copiada de la estructura de los Montoneros.
Posteriormente se produjo la expansión hacia zonas rurales,donde desde hacía más de una década se desarrollaba en varios departamentos del país uno de los más importantes ensayos de organización campesina de inspiración cristiana de toda América; las llamadas Ligas Agrarias Cristianas. Las acciones colectivas emprendidas por las Ligas se centraban en experiencias comunitarias de tipo “minga”, cursillos de formación, obras comunales y almacenes cooperativos que eliminaban los lucros de los comerciantes acopiadores. 
El acercamiento con una vanguardia urbana que venía preparándose para el mismo objetivo era inevitable y empezaría a ocurrir desde 1973. A comienzos de 1975la Conducción Nacional de la OPM estaba integrada por Juan Carlos Da Costa, su pareja Nidia González Talavera y el dirigente campesino Constantino Coronel.

## Expansión de la OPM
La actividad se multiplica con la captación de numerosos exdirigentes de las Ligas Agrarias de la zona de Misiones. La propuesta política, aún no del todo madurada, fue resumida en un decálogo que formulaba unos confusos planteamientos básicos basados en la alianza obrero-campesina y la construcción de un partido proletario revolucionario con metodología marxista-leninista.
Guardando las distancias, el esquema era una copia de la estructura de los “Montoneros” argentinos. El ritmo de crecimiento aumentó notablemente durante 1975, sobre todo en los departamentos de Misiones, Paraguarí, Ñeembucú, Itapúa y Alto Paraná. Una incipiente organización empezaba a vislumbrarse en el cinturón de Asunción. En realidad, ninguna de las columnas estuvo nunca completa y algunas solo existían en los papeles. El entrenamiento militar también tenía altibajos significativos. Se limitaba al conocimiento general mínimo impartido en cursos de tres a cinco días, a la “recuperación” de documentos u objetos para la organización. Puede calcularse en unos cuatrocientos el número de militantes que llegó a tener la OPM en los primeros meses de 1976. La inmensa mayoría de éstos carecía de una base teórico-política y organizativa y solo unos pocos cuadros participaban del ámbito de decisión.

## Carlos Brañas
El 3 de abril de 1976 el estudiante paraguayo de Medicina en Corrientes, Carlos Brañas es apresado al cruzar en lancha el río Paraná en la fronteriza ciudad de Encarnación. Traía consigo papeles de la organización. A partir de su detención la Policía se entera de la existencia de la organización e inicia un dominó represivo que liquida en pocos días a casi toda la plana mayor de la misma. Cruzaba en lancha el río Paraná entre Posadas (Argentina) y Encarnación (Paraguay). Tenía, a pesar de su juventud, una respetable experiencia política en la comunidad estudiantil paraguaya y en organizaciones juveniles peronistas. Lo acompañaban su esposa y otras dos mujeres de la organización. En una revisión rutinaria, policías apostados en la Aduana encontraron papeles de la OPM, agendas y varios documentos de identidad argentinos. La caída de Carlos Brañas tomó de sorpresa tanto a la Policía como a la OPM. Pero mientras aquella se percató enseguida que tenía algo importante entre manos, ésta, sin medidas mínimas de seguridad, tardaría días preciosos en percatarse de lo que estaba ocurriendo.

## Mario Schaerer Prono
La noche del 4 de abril una brigada policial asaltó la casa de Mario Schaerer Prono en el barrio Herrera, donde, poco antes se había realizado una reunión de los principales dirigentes de la OPM. El comando policial irrumpió a las dos de la mañana y en el intercambio de disparos fue herido de muerte Juan Carlos Da Costa. Mario Schaerer Prono y su esposa Guillermina Kannonnikoff (embarazada de 7 meses) lograron escapar por el patio de fondo y bajo una lluvia de balas buscaron refugio en la casa de las monjas del Colegio San Cristóbal. Mario fue herido superficialmente en el dorso del pie. Terminó en manos de la Policía y murió en un total de 24 horas de tortura continuada. En la balacera también recibió un balazo en el abdomen el comisario Alberto Cantero.

## Pascua dolorosa
Cuarenta y ocho horas antes los jefes policiales desconocían la existencia de la organización, ahora lo sabían casi todo. Eso explica la masiva cantidad de apresamientos que ocurrirían en los siguientes días. La organización quedó en estado de parálisis y algunos de los núcleos urbanos salieron apresuradamente del país. Vino luego la Semana Santa y la frenética redada de capturas policiales empezó a disminuir. Pero los cabos sueltos obtenidos en los interrogatorios poco a poco fueron develando algo hasta entonces subestimado por la Policía. La organización clandestina tenía conexiones impensadas con los líderes agrarios. La llamada “Pascua dolorosa” comenzó en San Juan Bautista de las Misiones hasta donde fue enviado con amplios poderes el comisario Camilo Almada Morel, alias Sapriza. Allí, en la cárcel de Abraham Cue, fueron llevados centenares de campesinos que habitaban compañías y pueblos vecinos. Ocho campesinos fueron ejecutados y muchísimos traídos en camiones a Asunción.
Para entonces los presos en la capital eran tantos que apenas cabían en el Departamento de Investigaciones y las comisarías de Asunción. En septiembre de 1976 casi todos ellos fueron trasladados a la prisión de Emboscada, a unos 20 kilómetros de Asunción, reabierta después de muchos años.

## Medidas represivas
La represión no afectó únicamente a la OPM. La Policía aprovechó el episodio para golpear a personas e instituciones que no estaban vinculadas a la organización pero que eran considerados hostiles por el régimen. Entre mil y mil quinientas personas pasaron por las dependencias policiales debido a este caso. La mayor parte de ellas fueron liberadas en los días, semanas o meses siguientes. Casi todas sufrieron torturas. Fue sin duda el episodio represivo más importante del stronismo desde los intentos guerrilleros de 1959 y 1960.